# 広沢安任
広沢 安任（ひろさわ やすとう、文政13年2月2日（1830年2月24日） - 明治24年（1891年）2月5日）は、江戸時代後期（幕末）から明治期の武士（会津藩藩士）、牧場主である。通称富次郎（とみじろう）。

## 生涯
広沢庄助の次男。文久2年（1862年）、会津藩主・松平容保は京都守護職に任ぜられ、安任は先んじて上京し京都の情勢を探った。容保上京後は公用方に任ぜられ、公卿、諸藩士、新選組などと交流を持った。鳥羽・伏見の戦いの後、江戸そして会津に戻った容保らの立場を新政府に嘆願するため、江戸に残ったが新政府軍に投獄された。明治2年（1869年）に釈放されているが、これは親交のあった英国外交官アーネスト・サトウの進言があったと言われている。
その後、会津藩は戊辰戦争に破れ斗南（現在の青森県の一部）に減封移封された後、廃藩置県により斗南県となっていた。斗南県小参事となった安任は、困窮にあえぐ自県の救済策として弘前県への吸収合併を画策し、八戸県大参事・太田広城と両名で、弘前・黒石・斗南・七戸・八戸の5県合併を政府に建言した結果、合併による新たな弘前県（後の青森県）を成立させた。
また貧困に苦しんでいた旧会津藩士のため、1872年（明治5年）に谷地頭（やちがしら、現在の三沢市）に洋式牧場「開牧社」を開設し地域の発展に尽くした。開牧社は日本初の洋式牧場である。当初は地元の反対や資金難に苦しんだが、内国勧業博覧会で馬、牛が龍紋賞を受賞している。なお、1876年（明治9年）の明治天皇青森行幸の折には、随行していた内務卿・大久保利通が牧場を訪れ、中央政府の要職を準備して仕官を薦めたが、安任は「野にあって国家に尽くす」として固辞した。養嗣子に甥の辨二を迎えた。辨二は駒場農学校を卒業後、衆議院議員となった。1891年（明治24年）インフルエンザで死去した。
1915年（大正4年）、従五位を追贈された。

## その他
- 1878年（明治11年）に安任が記した『開牧五年紀事』には、福澤諭吉が「思うことは話すことよりたやすく、話すことは書くよりもたやすい。最も難しいのはそれを行うことである」と序文を寄せた[2]。
- 「開牧社」は「広沢牧場」と名を替えて子孫により経営が続けられてきたが、1985年（昭和60年）暮れに閉鎖されている。その後、土地の一部や史料・建築物が地元三沢市に寄付され、市により公園整備されて、1995年（平成7年）より斗南藩記念観光村として一般開放されている（2000年（平成12年）には道の駅に登録された）。
- 広沢は会津藩嘆願書を勝海舟を通じて新政府に提出しようとした。勝海舟の補佐役林三郎（元会津藩士）、薩摩藩士益満久之助と品川沖の西郷隆盛に届ける日時を決めたが、益満が彰義隊の流れ弾で負傷したため中止になった。広沢は獄中から林三郎に手紙を書いた。

## 関連作品
テレビドラマ
- 『新選組!』（2004年、NHK大河ドラマ、演：矢島健一）
- 『八重の桜』（2013年、NHK大河ドラマ、演：岡田義徳）